# Mniodendron colensoi
Mniodendron colensoi là một loài Rêu trong họ Hypnodendraceae. Loài này được (Hook. & Wilson) Besch. mô tả khoa học đầu tiên năm 1873.